# NGC 4186
NGC 4186 ist eine Spiralgalaxie vom Hubble-Typ Sab im Sternbild Haar der Berenike. Sie ist schätzungsweise 350 Millionen Lichtjahre von der Milchstraße entfernt.
Das Objekt wurde im Jahr 1877 von Wilhelm Tempel entdeckt.